# 山口和彦 (政治家)
山口 和彦（やまぐち かずひこ、1951年12月15日 - 2011年6月12日）は、日本の政治家。千葉県勝浦市長（1期）。

## 来歴
現在の千葉県勝浦市出身。玉川大学文学部卒。35年間の中学校の教員や校長生活を経て、2011年2月の勝浦市長選挙に無所属で立候補し、元市議ら3人を破って初当選する。
市長就任直前の3月11日に東日本大震災が発生したが、勝浦市の被害は殆どなかったという。市長就任後のインタビューで観光客を呼び起こすための駐車場不足の解消や、保育所の土日開所、医療費無料化の中学3年生までの延長などに意欲を見せた。
しかし、4月中旬から咳が止まらないことなどから5月7日に入院し、9日から公務から離れ、市は病状は重症肺炎だと発表した。6月3日に副市長の猿田寿男を職務代理者に置いていたが、同月11日夜に容態が急変、当選から僅か約4か月後となる翌12日午前4時50分頃に肺大細胞癌のため鴨川市の病院で死去、59歳。
死没日をもって瑞宝双光章追贈、正七位に叙される。

## 親族
- 父、山口吉暉 - 勝浦市長
- 親類、森英介 - 衆議院議員[8]